# Cantó de Mauborguet
El cantó de Mauborguet és un cantó francès del departament dels Alts Pirineus, situat al districte de Tarba. Té 11 municipis i el cap cantonal és Mauborguet.

## Municipis
- Auriavath
- Cauçada
- Estirac
- L'Abatut
- La Fitòla
- La Hita Topièra
- La Reula
- Mauborguet
- Sauvatèrra
- Sombrun
- Vidosa

## Història
| Data d'elecció                           | Identitat    | Partit | Qualitat |
| ---------------------------------------- | ------------ | ------ | -------- |
| 1985-1992                                | Jean Ducru   | MRG    |          |
| 1992-2004                                | Jean Glavany | PS     |          |
| 2004-                                    | Jean Guilhas | PS     |          |
| les dades anteriors no són pas conegudes |              |        |          |
|                                          |              |        |          |

## Demografia
| 1962  | 1968  | 1975  | 1982  | 1990  | 1999  | 2006  |
| ----- | ----- | ----- | ----- | ----- | ----- | ----- |
| 5.270 | 5.190 | 5.091 | 5.074 | 4.832 | 4.859 | 5.069 |